# Kaldera Yellowstone
Kaldera Yellowstone – kaldera wulkaniczna znajdująca się pod powierzchnią ziemi na terenie Parku Narodowego Yellowstone w Stanach Zjednoczonych w stanie Wyoming. Nazywana także Yellowstone supervolcano (superwulkanem Yellowstone). Jest to najbardziej aktywna struktura wulkaniczna w Stanach Zjednoczonych.

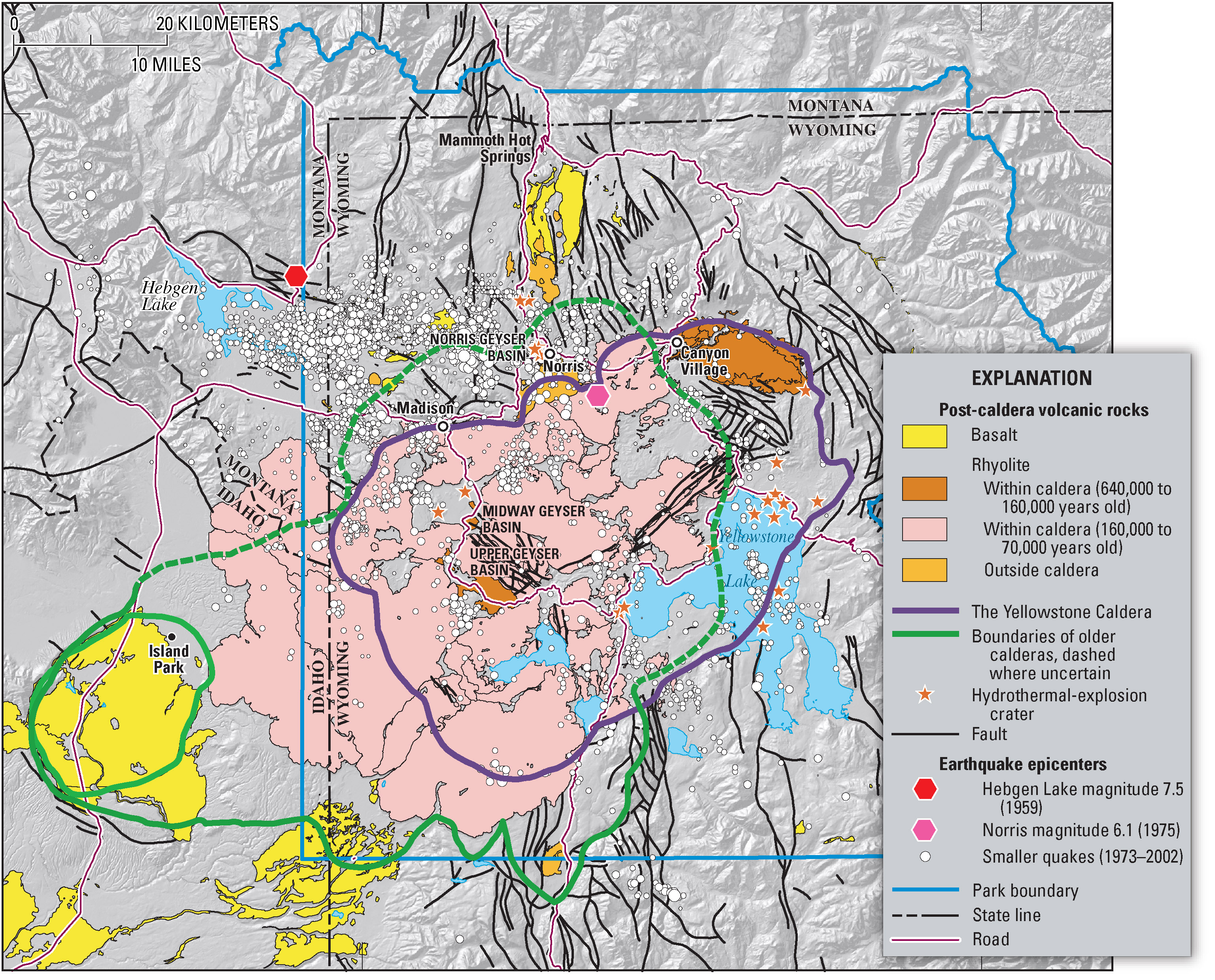
Kaldery Yellowstone: najnowsza – kolor fioletowy; starsze – kolor zielony

Kaldera Yellowstone o rozmiarach ok. 55 × 72 km położona jest nad tzw. plamą gorąca i powstała w wyniku gigantycznych eksplozji wulkanu, jakie miały miejsce 2,1 mln, 1,3 mln oraz 640 tys. lat temu. Około 650 000 lat temu doszło do erupcji szacowanej na około 2500 razy silniejszą niż wybuch Mount St. Helens z 1980 roku. W wyniku tego zdarzenia popioły wulkaniczne pokryły niemal całe terytorium Ameryki Północnej. W odstępach około 20 000 lat następowały kolejne erupcje o dużej sile, które ukształtowały współczesną formę kaldery. Były to erupcje o najwyższym stopniu w 8-stopniowej skali VEI. W czasie ostatniej, 640 tys. lat temu, do atmosfery zostało wyrzucone ponad 1000 km³ materiału piroklastycznego. Po erupcji doszło do zapadnięcia się opróżnionej komory i powstania kaldery zapadliskowej. Obszar ten nazywany jest wielką kalderą. Później następowały mniejsze erupcje lawowe, bez wyrzutu piroklastyków. Ostatni wypływ lawy nastąpił 70 000 lat temu, a ostatnia erupcja o znacznej intensywności miała miejsce około 7000 lat temu. Badania falami sejsmicznymi wykazały, że komora magmowa znajduje się 5–10 kilometrów pod powierzchnią.
Obecnie o aktywności wulkanicznej Yellowstone świadczą liczne gorące źródła, kotły błotne, intensywnie zabarwione zbiorniki wodne oraz gejzery, w tym jeden z najsłynniejszych – Old Faithful. Pod powierzchnią znajdują się rozległe magazyny magmy, a wzrost ciśnienia wewnętrznego powoduje okresowe wyrzuty pary wodnej i wody pod dużym ciśnieniem. Teoretyczne zbieżne wystąpienie określonych czynników geologicznych mogłoby doprowadzić do ponownej erupcji o skali określanej mianem katastrofalnej. Oprócz trwającej aktywności wulkanicznej podłoże kaldery Yellowstone oraz jej otoczenie charakteryzują się występowaniem licznych, aktywnych struktur tektonicznych w postaci fałd i uskoków. W połączeniu z ruchami magmy powodują one występowanie znacznej liczby trzęsień ziemi. W 2008 roku odnotowano około 2300 takich wstrząsów, z których większość była niewykrywalna dla ludzkich zmysłów. W przeszłości jednak zdarzały się trzęsienia o poważnych skutkach, jak np. wstrząs w rejonie Hebgen Lake z 1959 roku, o magnitudzie 7,5 w skali Richtera.

## Monitoring
Ze względu na możliwość kolejnego wybuchu, kaldera jest monitorowana za pomocą rozmieszczonych na jej obszarze odbiorników GPS oraz pomiarów radarowych wykonywanych przez satelity. W obserwacje kaldery zaangażowane są zespoły uczonych z University of Utah w Salt Lake City oraz z US Geological Survey. Stwierdzono, że w latach 1987–1995 dno całej kaldery opadło o ok. 11 cm, a potem zaczęło się podnosić w północnej części oraz że w latach 1997–2003 północny skraj kaldery podniósł się o 12 cm, natomiast jej centralna część osiadła. Obserwacje te sugerowały, że magma wypełniająca komorę magmową pod kalderą (na głębokości ok. 10 km) przepłynęła z jej centralnej części w stronę północnego skraju. Kolejne pomiary, przeprowadzone między połową roku 2004 a końcem 2006, wskazują na gwałtowny zwrot, jaki nastąpił w tym czasie pod kalderą. Północna jej część, która puchła przez szereg ostatnich lat, nagle opadła o 8 cm, podczas gdy centrum, obniżające się od ponad 20 lat, podniosło się aż o 18 cm. Wynika z tego, że centralna część kaldery podnosiła się w tym czasie o 7 cm rocznie. Jest to najszybsze tempo zmian od 1923 r., gdy zaczęto przeprowadzać systematyczne pomiary.
Szacuje się, że kolejna erupcja o skali tej sprzed 640 tys. lat zniszczyłaby znaczną część Stanów Zjednoczonych i doprowadziła do ochłodzenia klimatu z powodu olbrzymich ilości uwolnionych tlenków siarki, które tworzą cienki welon kwasu siarkowego wokół planety odbijający światło słoneczne przez wiele lat. Szacuje się, że około 5 miliardów ludzi umarłoby z głodu.. Hipotetyczne całkowite opróżnienie jej komory magmowej miałoby katastrofalne skutki: szacuje się, że mogłoby to spowodować śmierć milionów ludzi oraz gwałtowną zmianę klimatu, obejmującą zjawisko określane jako „zima nuklearna” o jeszcze większej skali. W przypadku Yellowstone zagrożona byłaby niemal cała flora planety, a śmierć poniosłyby miliony zwierząt, przy czym pewne gatunki owadów mogłyby przetrwać. Terytorium USA i państw sąsiednich zostałoby pokryte warstwą popiołu o grubości co najmniej kilku centymetrów, a pełny powrót warunków umożliwiających normalne życie mógłby nastąpić dopiero po upływie wielu pokoleń. Obecnie brak jest przesłanek wskazujących na to, by podobne zdarzenie miało nastąpić w najbliższej przyszłości. Procesy zachodzące wewnątrz kaldery i potencjalne scenariusze jej aktywności nie zostały jednak w pełni wyjaśnione, a prowadzone badania i analizy dostarczają stopniowo nowych informacji. Według niektórych hipotez podobne skutki przyniósł wybuch superwulkanu Toba na Sumatrze ok. 75 tys. lat temu, stawiając na krawędzi zagłady i ograniczając populację ludzką do zaledwie kilku tysięcy osobników. Scenariusz możliwej katastrofy, wywołanej kolejną erupcją superwulkanu Yellowstone, został przedstawiony w filmie Superwulkan zrealizowanym w koprodukcji BBC i Discovery Channel w 2005 r.
Kwestia ewentualnej możliwości zapobieżenia erupcji o charakterze katastrofalnym pozostaje sporna. Część badaczy proponuje wiercenia mające umożliwić kontrolowane uwalnianie magmy i gazów z głębszych warstw, inni natomiast postulują lokalne wykorzystanie materiałów wybuchowych. Jednak ze względu na dużą lepkość magmy Yellowstone, działania te mogłyby okazać się nieskuteczne lub pociągnąć za sobą trudne do przewidzenia konsekwencje. Decydujący wpływ na przyszłe losy kaldery mają naturalne procesy geologiczne zachodzące w jej wnętrzu. Z perspektywy współczesnej nauki możliwe jest jedynie prowadzenie systematycznych obserwacji i monitoringu.
Kaldera Yellowstone nie jest jedyną tego typu formacją na świecie – porównywalne struktury znajdują się w rejonie Toba w Indonezji oraz Aso w Japonii. Jednak to właśnie formacja Yellowstone wzbudza największe zainteresowanie naukowców oraz mediów ze względu na potencjalne skutki jej ewentualnej aktywności.